# Wilanów (Warschau)
Wilanów is een stadsdeel van Warschau, de hoofdstad van Polen. Het is gelegen langs de westelijke oevers van de rivier de Wisla.

## Wijken
- Błonia Wilanowskie
- Kępa Zawadowska
- Powsin
- Powsinek

- Wilanów Królewski
- Wilanów Niski
- Wilanów Wyśoki
- Zawady

Bemowo · Białołęka · Bielany · Mokotów · Ochota · Praga · Rembertów · Śródmieście ·
Targówek · Ursus · Ursynów · Wawer · Wesoła · Wilanów · Włochy · Wola · Żoliborz